# Salón rosa

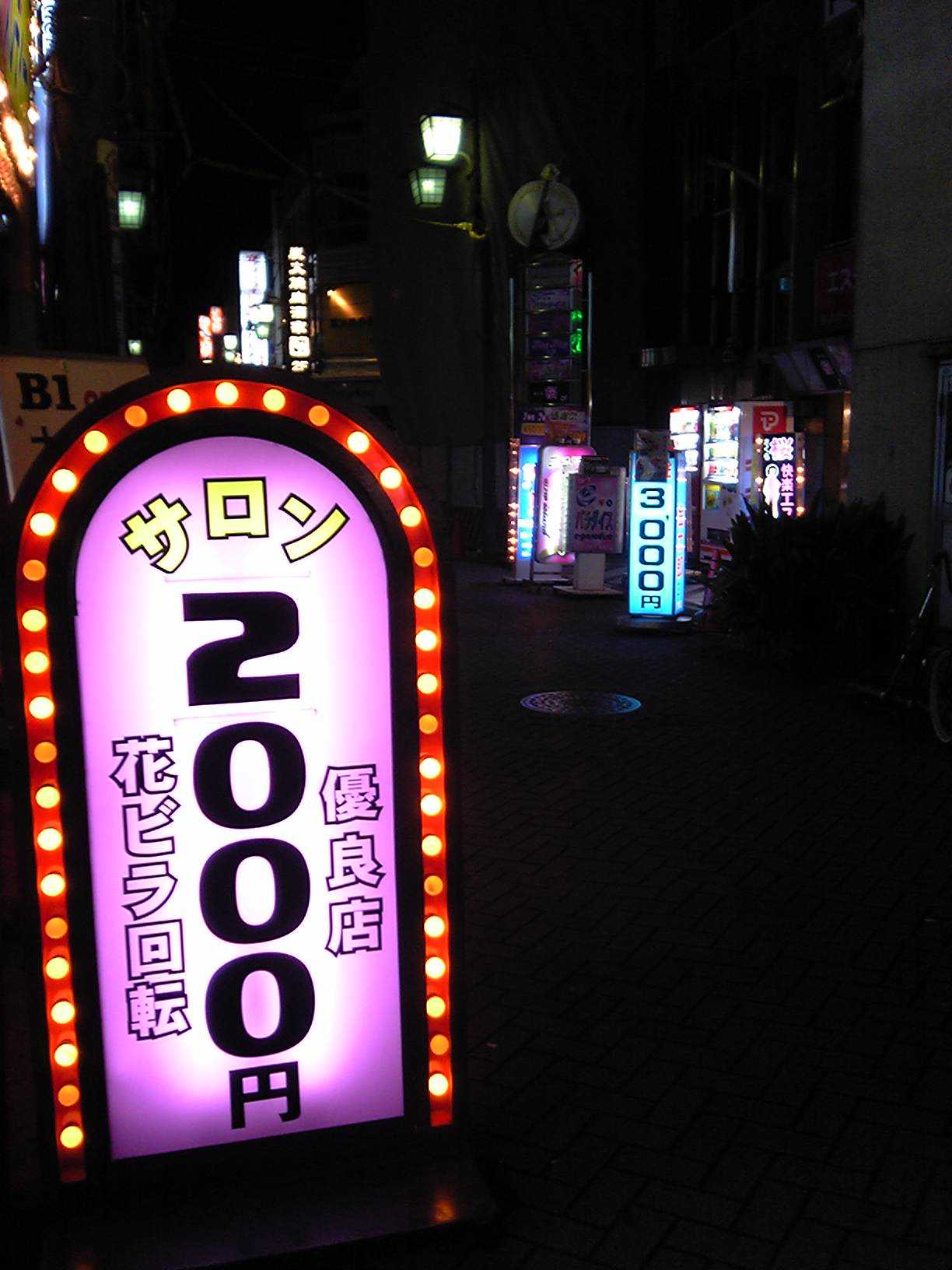
Uno de los muchos salones rosas de Japón.

Un salón rosa, en japonés pink salon (ピンクサロン pinkusaron?) o pinsaro (ピンサロ?) es un establecimiento en Japón donde se practica felación al cliente en una sala oscura. La mayoría de los salones rosas en Japón no permiten la entrada a extranjeros.

## Legalidad
La prostitución en Japón es ilegal y por lo tanto está totalmente prohibida. El concepto de «prostitución» en Japón difiere del resto del mundo, pues solamente el acto de penetración es considerado. En el caso de los salones rosas, no se permite la penetración.

## Ubicación
Los salones rosas suelen estar ubicados en los barrios rojos comunes en las grandes ciudades, como Tokio y sus alrededores, Kyoto y Osaka. La mayoría abre a partir de las 22 horas y cuentan con letreros iluminados.

## Funcionamiento de un salón rosa
Los salones rosa cuentan con personal en las calles cuya función es atraer clientes e indicar el camino hacia la recepción, donde se escoge diferentes planes y tarifas. La persona que hay en recepción luego acomoda al cliente en un cuarto de espera mientras la mujer se prepara para atender al cliente. Se requiere que el cliente observe su higiene, ofreciéndosele lavabos, cortauñas, alcohol desinfectante y enjuague bucal antes de continuar. El interior es normalmente oscuro con música de fondo. Luego es invitado hacia el salón que cuenta con varios sillones ubicados de tal manera que los clientes no se vean entre sí: no suele haber paredes que separen unos de otros. Suelen ofrecer bebidas sin alcohol y aperitivos como cortesía de la casa, pero se cobran las bebidas alcohólicas. Al término del servicio se ofrecen toallas húmedas para limpiarse y tissue. La mujer ayuda al cliente a vestirse y lo acompaña hasta la salida.
Muchos disponen de su propia página web accesible desde cualquier teléfono móvil japonés.

### Tarifas y servicios de un salón rosa
El funcionamiento de un salón rosa es simple: se ha de pagar por plazos de 15, 30 o 60 minutos, dependiendo del tiempo que el cliente desee. Las tarifas suelen costar de 2000 a 4000 yenes por la mañana y se disparan de 4000 a 12000 yenes por las noches.
El servicio puede ser realizado por más de una chica (a la vez o por separado). Algunos salones tienen un sistema circular en el cual tres mujeres rotan en periodos de 20 minutos hasta que el cliente haya sido atendido por todas ellas. Existen servicio extras dependiendo del salón, como masturbación, cunnilingus, sumata (estimulación directa en los genitales mediante los propios genitales pero sin penetración) y cosplay. Los clientes pueden llevar condones a discreción propia si desean evitar riesgos.

## Historia
El origen se remonta a los comienzos de la década de 1960, en los antiguos y muy populares clubes de cabaret (Kyaba-Kura).